# Cloreto de tecnécio(IV)
Cloreto de Tecnécio(IV) é o composto químico constituído de tecnécio e o cloro com a fórmula TcCl4. Ele foi descoberto em 1957 como o primeiro haleto binário de tecnécio. É a maior oxidação de cloreto binário de tecnécio, que foi isolado no estado sólido. Ele é volátil em temperaturas elevadas e a sua volatilidade tem sido usada para a separação de tecnécio de outros cloretos de metais. 
Tecnécio tetracloreto pode ser sintetizado a partir da reação de Cl2(g) com tecnécio metal a temperaturas elevadas entre 300-500 °C: